# Journal of Vision
Journal of Vision — науковий онлайн-журнал із відкритим доступом, який спеціалізується на нейронауці та психології зорової системи. Публікує первинні дослідження з різних напрямків, пов'язаних із зором. Подані матеріали проходять перед опублікуванням рецензування та індексуються в PubMed.